# بيدرو ماتشادو
بيدرو ماتشادو هو لاعب كرة قدم برتغالي في مركز الدفاع، ولد في 1996 في كوارتيرا في البرتغال. لعب مع لوليتيانو ونادي أولهانينسي ويونيفرسيتاتيا كرايوفا.

## وصلات خارجية
- بيدرو ماتشادو على موقع قاعدة بيانات كرة القدم.إي يو (الإنجليزية)
- بيدرو ماتشادو على موقع Soccerway.com (الإنجليزية)